# 密西西比州第三國會選區
密西西比州第三國會選區是美国密西西比州四個國會選區之一，現任聯邦眾議員為共和黨的麥可·蓋斯特。